# Dominique de Saint-Albert
Vincent Eschard (1596-1634) est un carme français, auteur d'ouvrages représentatifs de la mystique de la Réforme de Touraine, sous le nom de Dominique de Saint-Albert.

## Biographie

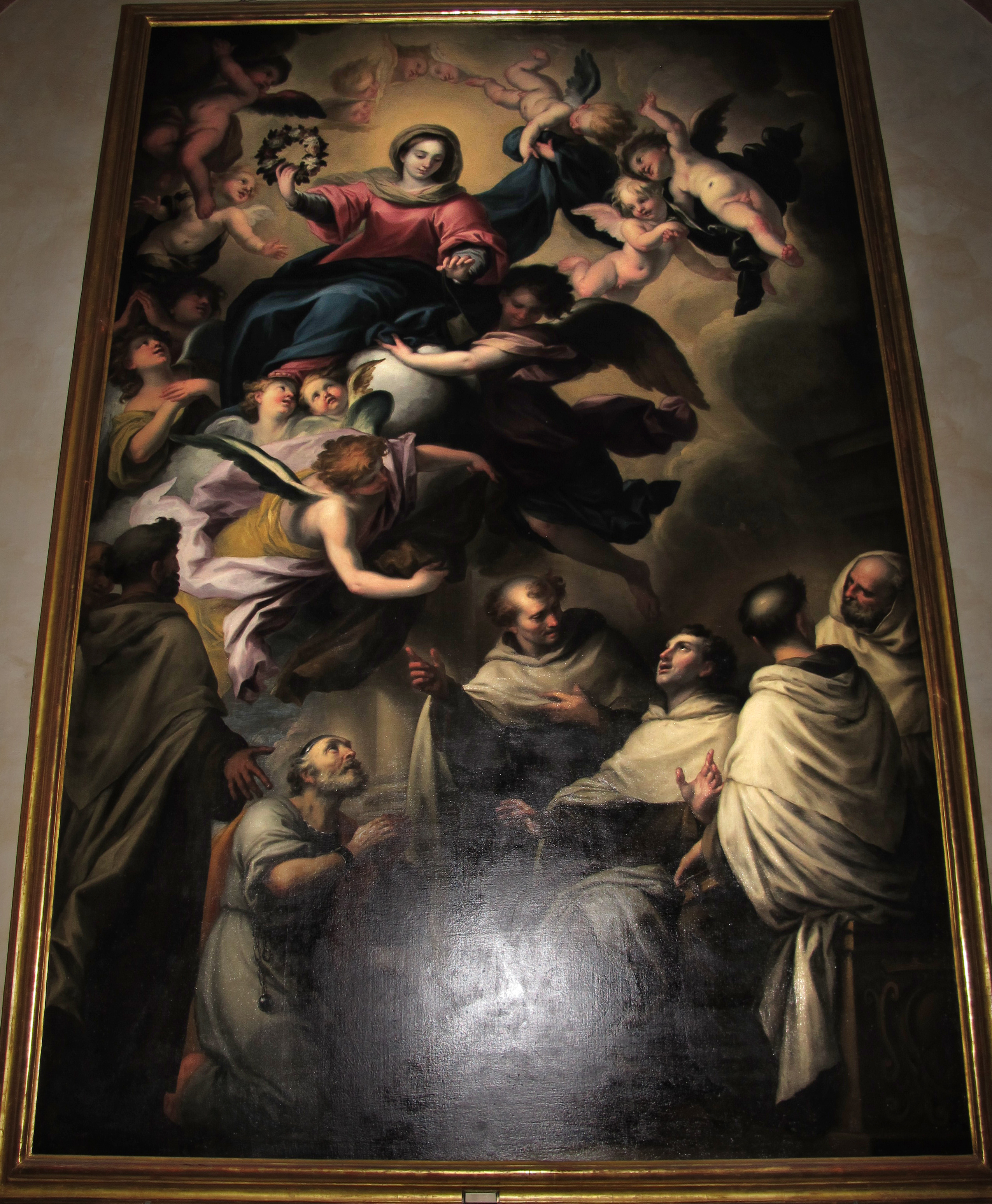
La Vierge et quelques saints carmes (par G. R. Badaracco)

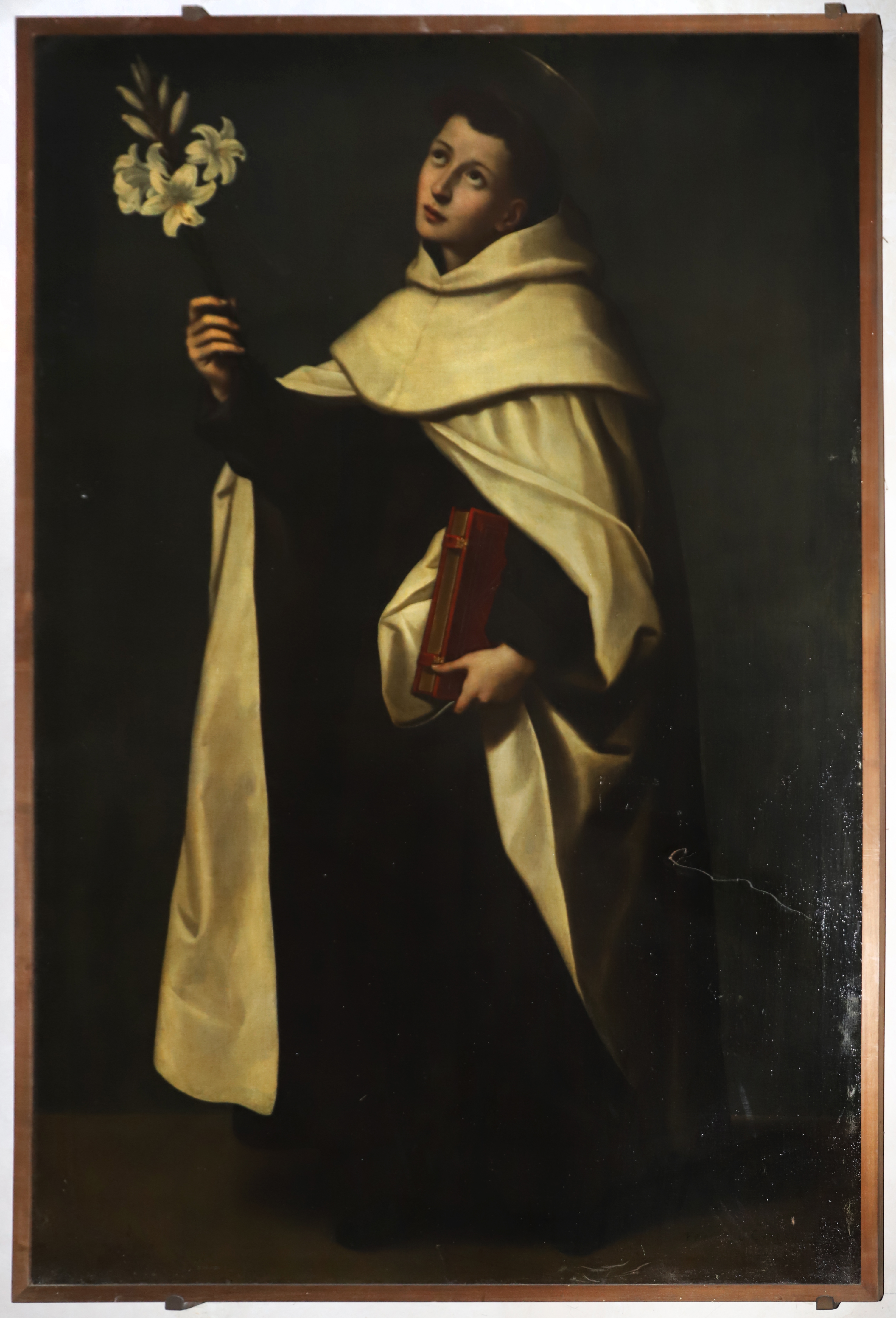
Le carme saint Albert de Trapani (par Francesco Curradi)

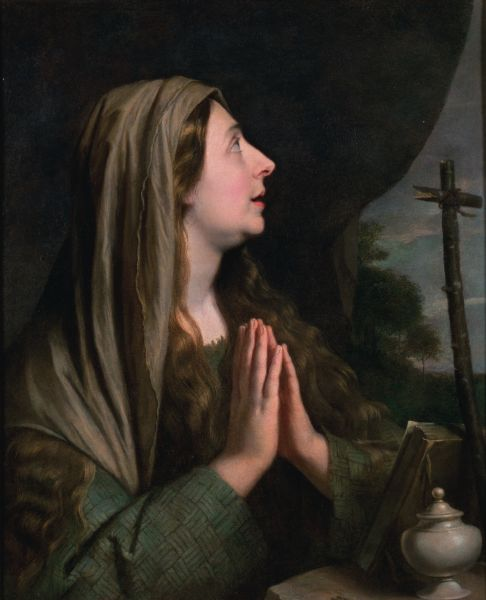
Ascèse et Mystique au Grand Siècle (Marie-Madeleine par Philippe de Champaigne)

Vincent Eschard est né à Fougères (France), le 14 avril 1596. Après des études au collège Saint-Thomas de Rennes, tenu par la Compagnie de Jésus, il entre, en 1613, chez les carmes de cette ville, sous le nom de Dominique de Saint-Albert. Depuis le début du XVIIe siècle, ce couvent constituait le centre d'une puissante réforme, engagée par Pierre Behourt et menée de main de maître par Philippe Thibault. Une fois le noviciat accompli, Dominique assistera dans la direction des novices un troisième réformateur, Philippe Pinault, transfuge du couvent parisien de la place Maubert. Il devient ainsi l'intime d'un grand mystique aveugle, naguère découvert par Pinault : Jean de Saint-Samson, pour qui la vie carmélitaine consistait essentiellement en une prière ininterrompue, dans la conscience de la présence de Dieu. Résumé dans la devise "Vérité, Fidélité, Mourir", ce programme sera pleinement assumé par Dominique, qui, au gré de ses affectations, maintiendra toujours le contact avec son maître spirituel, via une correspondance précieusement conservée pour les informations qu'elle contient à propos de la vie intérieure, particulièrement de l'oraison. Après avoir été maître des novices à Angers, il sera nommé lecteur en théologie, régent des études et vicaire provincial, puis prieur à Nantes. C'est là qu'il décède, le 24 janvier 1634.

## Postérité
Outre une réputation de sainteté, Dominique a laissé un certain nombre d'ouvrages. Rédigé quelques années après le noviciat et publié à Paris en 1650 et 1655, l'Exercitatio spiritualis est un manuel destiné aux novices et aux profès, réunissant un ensemble de conseils pour la prière et de normes pour le perfectionnement personnel, qui reprend certains textes de Jean de Saint-Samson, et qui a été traduit en vers français par le carme Simplicien de Saint-François. De caractère plus spéculatif, une Théologie mystique a également été publiée. En revanche, des lettres, des prières et des poésies sont restées inédites, ainsi qu'un Traité de l'oraison mentale, dont deux exemplaires se trouvent conservés à la bibliothèque d'Avignon. On attribue encore à Dominique une Pratique intérieure de la Passion de Notre Seigneur. Les carmes Donatien de Saint-Nicolas et Simplicien de Saint-François lui ont consacré respectivement une biographie, et Jean de Saint-Samson a honoré sa mémoire dans le deuxième chapitre d'un livre intitulé Le vray esprit du Carmel (Rennes, 1655).

## Spiritualité

### De l'ascèse...
Dans la droite ligne de Jean de Saint-Samson, Dominique part du principe que toute âme a le droit d'aspirer à la vie mystique. Ainsi, l'apprentissage ascétique ne constitue pas seulement une formation spirituelle, mais encore une orientation et une préparation vers l'union à Dieu. Or, lorsqu'il parle d'ascèse, le carme vise deux moyens privilégiés : la pureté de l'âme et la prière. Pour atteindre à la pureté, c'est-à-dire à l'absence de tout péché ou imperfection morale, la volonté doit apprendre à dominer les sens et les passions : à cet effet, la recherche de la solitude et du silence permettent de s'attacher progressivement au seul Créateur. Quant à la prière, Dominique la décrit moins comme un acte que comme une opération, par laquelle toutes les forces spirituelles de l'humain sont dirigées vers Dieu. C'est pourquoi il recommande d'occuper sans cesse l'intelligence et la volonté à la prise de conscience de la présence divine (Deo vacare), par des représentations intellectuelles, mais surtout par des colloques amoureux et des oraisons jaculatoires (les fameuses aspirations, héritées d'Harphius). De fait, l'auteur distingue quatre degrés préparatoires à l'oraison mystique proprement dite : la méditation discursive ou artificielle (artificialis), les colloques ou méditations affectives, l'attention à Dieu par la simple intuition de la foi (simplicem intuitum fidei) et enfin l'oraison qui se tourne vers l'essentiel (oratio conversionum essentialium).

### ... à la Mystique
Menée dans la fidélité, cette double quête de la pureté et de la prière devrait permettre à la grâce sanctifiante (qu'avec les franciscains Bonaventure et Duns Scot, Dominique identifie à la charité) de disposer les facultés de l'âme à la vie mystique. Celle-ci est définie comme une expérience savoureuse de Dieu, dans laquelle l'intelligence acquiert une connaissance des réalités divines qui dépasse toute science ou tout discours humain. En faisant l'expérience de la foi nue, l'intelligence renonce en effet à agir et laisse la volonté produire ses effusions et goûter à la douceur divine. Il y a là comme une anticipation de la béatitude eschatologique, car l'expérience mystique est produite par Dieu directement, de manière à satisfaire le désir naturel de L'aimer qui réside au fond de l'âme, et à exciter ce désir en augmentant les capacités humaines de savourer les faveurs célestes. Cela n'empêche cependant pas l'âme de connaître une série de tourments : elle continue à souffrir des douleurs extérieures; elle est gênée par les distractions qui obscurcissent l'intuition directe de Dieu; elle éprouve parfois la sensation d'être abandonnée de Lui; elle est horrifiée par la connaissance de sa propre misère, que l'exercice de la contemplation contribue à mettre en lumière; enfin, elle se trouve harcelée par le désir insatiable de s'unir toujours plus intimement à Dieu.

### Œuvres
- J. Brenninger (éditeur), Exercitatio spiritualis fratrum tam novitiorum quam professorum in nostro Carmeli Rhedonensis noviatu degentium, in Annalecta ordinis carmelitarum, tome XI, 1941, pp. 15–92.
- J. Brenninger (éditeur), Theologia, in Etudes carmélitaines, tome XXII, 1937, pp. 258–268.

### Études
- Eug. Tonna, « Dominique de Saint-Albert », Dictionnaire de spiritualité ascétique et mystique, Paris, Beauchesne, t. III,‎ 1957, p. 1542-1543.